# Přelouč
Přelouč (pronunție în cehă [ˈpr̝̊ɛloutʃ]) este o comună și un oraș în districtul Pardubice din regiunea Pardubice din Cehia. Are o populație de aproximativ 10.000 de locuitori.

## Diviziuni administrative
Přelouč este alcătuit din opt diviziuni administrative (populația este între paranteze conform recensământului din 2021):
- Přelouč (8.160)
- Klenovka (184)
- Lhota (169)
- Lohenice (276)
- Mělice (190)
- Škudly (94)
- Štěpánov (133)
- Tupesy (70)

Tupesy formează o exclavă a teritoriului comunei.

## Etimologie
Numele său este derivat din expresia în limba cehă přes louku, cu sensul de „dincolo de pajiște”. Se referă la un loc pe unde oamenii au traversat pajiștile.

## Geografie

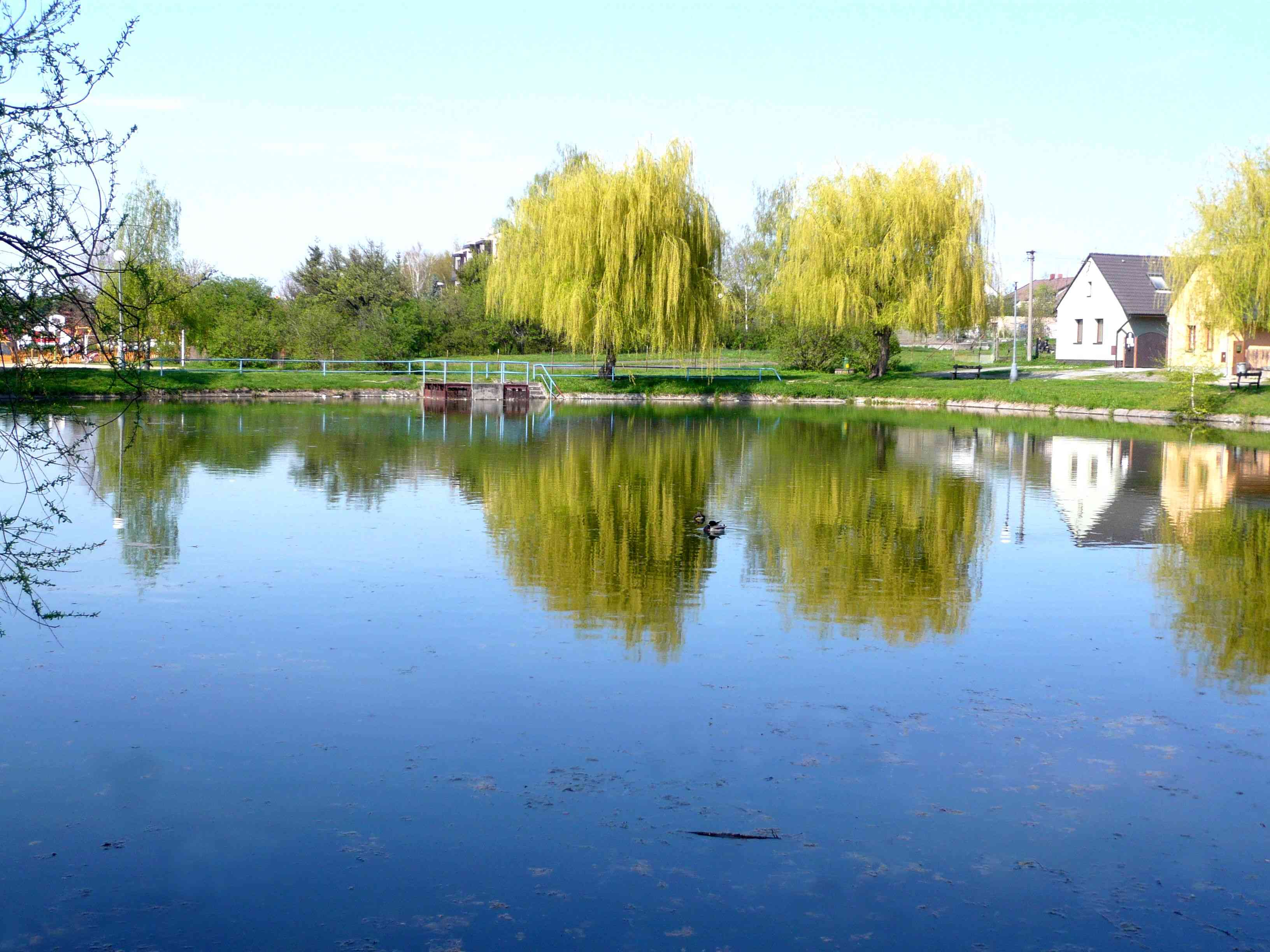
Iazul Račanský

Přelouč se află la aproximativ 13 kilometri (8 mi) vest de Pardubice. Se află la granița dintre Înălțimile Svitavy și Podișul Elbei de Est, în regiunea Polabí⁠(d). Cel mai înalt punct al comunei se află la 294 metri (965 ft) deasupra nivelului mării. Orașul se află pe malul stâng al râului Elba.
Pe teritoriul comunei se găsesc mai multe corpuri de apă. În nordul orașului se află cariere inundate de pietriș, care sunt folosite în principal la recreere și sporturi nautice. Tot în nordul orașului se află și iazul Buňkov, cel mai mare corp de apă din Přelouč. În zona urbană se află și micul iaz Račanský.

## Istorie
Přelouč este una dintre cele mai vechi așezări documentate istoric din regiune. O așezare a fost fondată aici probabil în secolul al X-lea.
Prima mențiune scrisă a lui Přelouč datează din anul 1086, când satul a devenit parte a mănăstirii benedictine din Opatovice nad Labem⁠(d). A fost o proprietate a mănăstirii timp de 300 de ani.
În 1261, Přelouč a fost promovat ca oraș târg de către regele Ottokar al II-lea al Boemiei. Din aceea perioadă, orașul a folosit stema care este formată dintr-un grătar negru într-un câmp auriu. Simbolul de pe stemă este asociat cu Sfântul Laurențiu, care a trăit în secolul al III-lea la Roma și a fost ars de viu pe un grătar. Datorită afilierii orașului cu mănăstirea benedictină dedicată Sfântului Laurențiu, stema orașului include acest grătar.
Datorită localizării sale, Přelouč a fost un important loc de tranzit strategic în secolele al XIII-lea și al XIV-lea. În timpul Războaielor Husite, Přelouč a fost cucerit și grav avariat. În consecință, importanța sa a scăzut și a devenit un mic oraș târg agricol. În anul 1518, a fost alăturat moșiei Pardubice.
O nouă dezvoltare economică și culturală a avut loc în a doua jumătate a secolului al XVI-lea, iar în 1580 a fost promovat la rangul de oraș de către Rudolf al II-lea, împărat al Sfântului Imperiu Roman.
Războiul de Succesiune Austriacă (1740-1748) a devastat iarăși orașul, care a redevenit un orășel agricol.
Abia în prima jumătate a secolului al XIX-lea, datorită construcției unui nou drum imperial și apoi a căii ferate, Přelouč a devenit al doilea oraș ca importanță economică din regiune. Din 1850 până în 1960, Přelouč a fost un oraș reședință de district.

## Economie
Cel mai mare angajator din oraș este compania industrială Kiekert-CS. Fabrica de producție a companiei multinaționale a fost fondată în Přelouč în 1993 și se concentrează pe producția de sisteme de închidere pentru industria auto.

## Transporturi

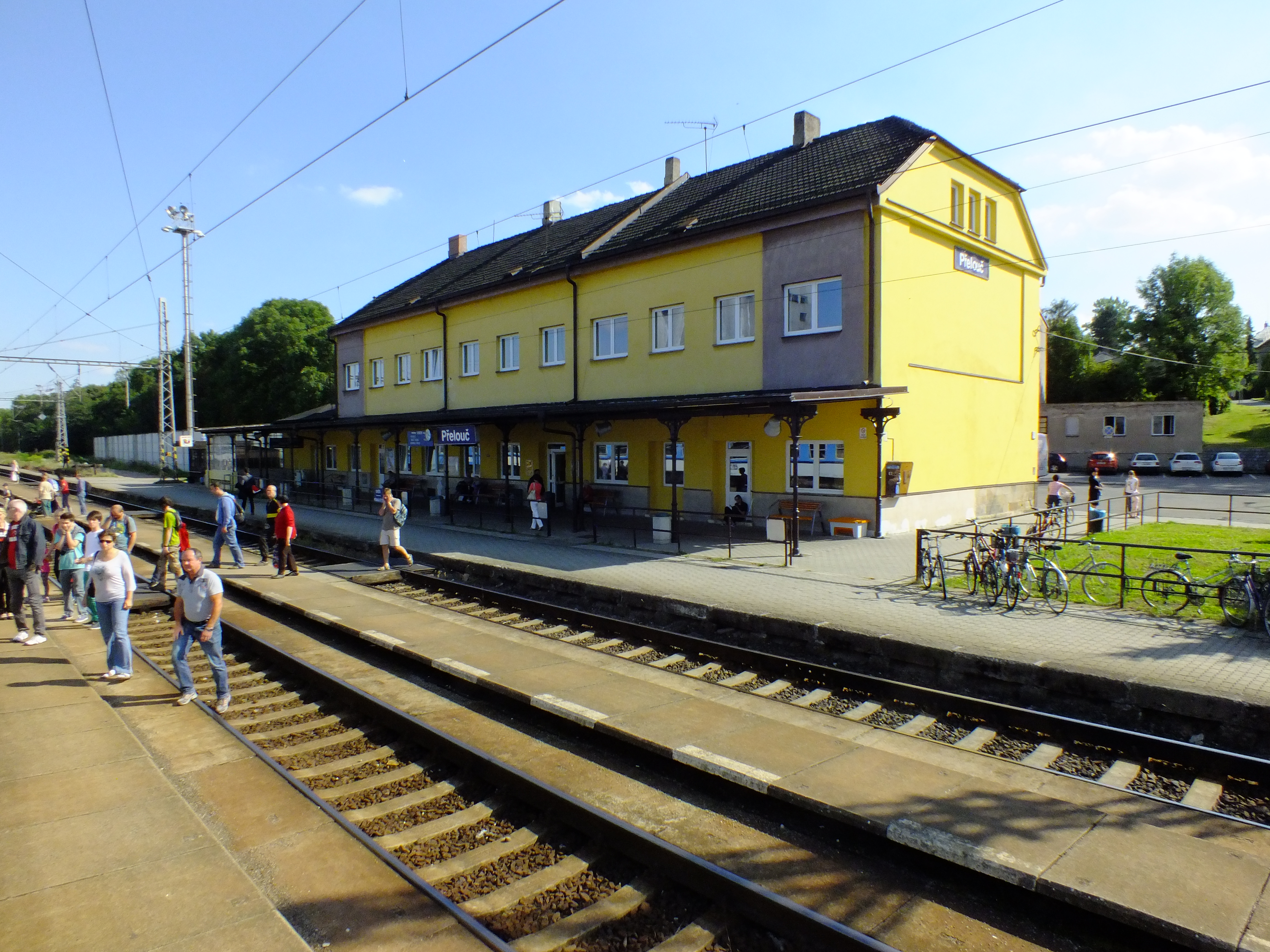
Gară

Drumul I/2 (secțiunea de la Pardubice la Kutná Hora) trece prin oraș.
Přelouč se află pe linia de cale ferată Praga – Pardubice, care continuă apoi spre Brno și Luhačovice. De asemenea, este capătul și punctul de plecare al liniei locale scurte dinspre/spre orașul Heřmanův Městec.

## Cultură
Premiul František Filipovský este un premiu care se acordă pentru dublaj în film și televiziune și care se desfășoară în Přelouč din 1994. Ceremonia de acordare a premiului își propune să sporească prestigiul acestei discipline artistice și să popularizeze artiștii care excelează în acest domeniu. Reprezintă o comemorare a actorului și actorului de voce František Filipovský⁠(d) (1907 – 1993), un localnic.

## Obiective turistice

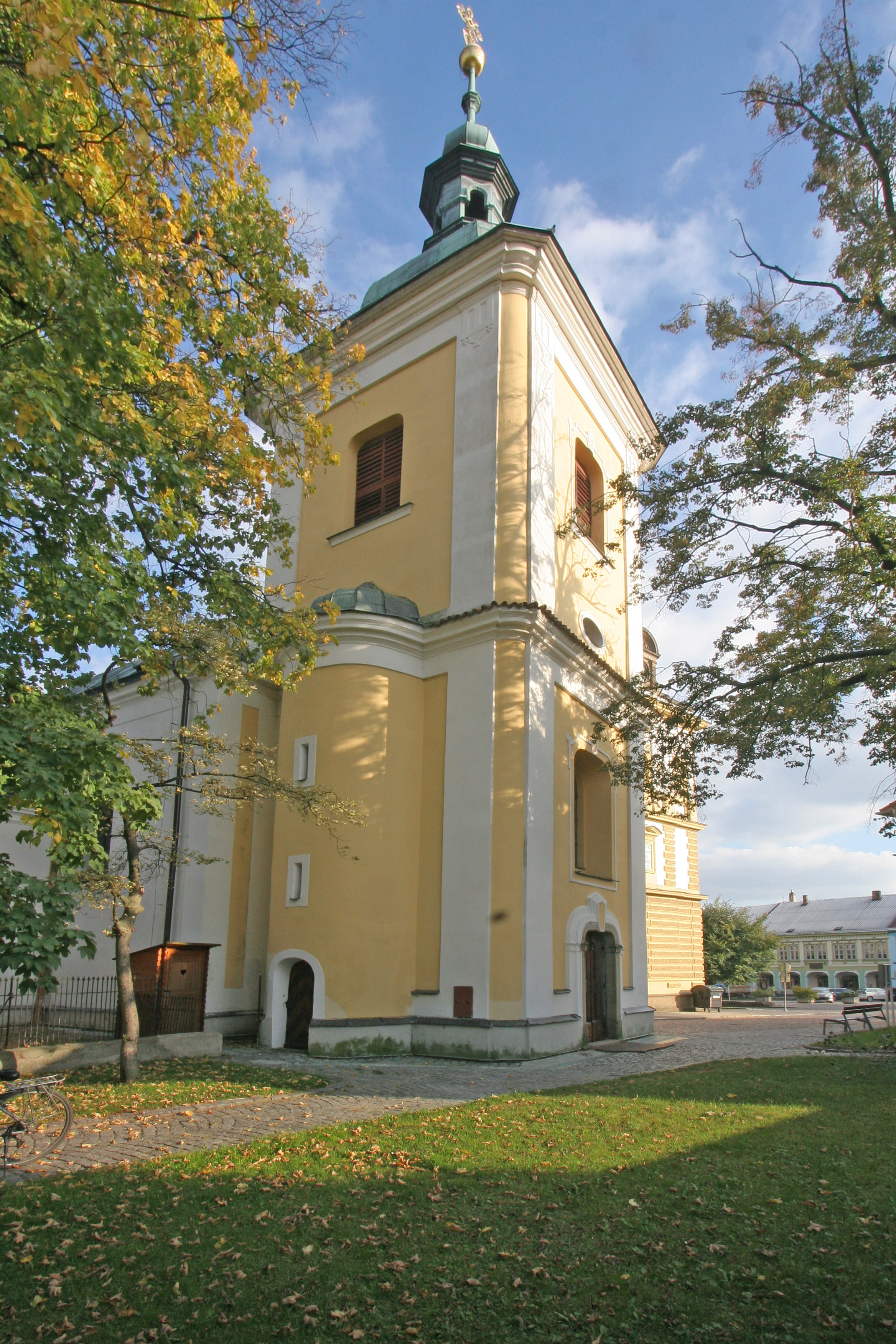
Biserica „Sfântul Iacob cel Mare”

Cea mai importantă clădire este Biserica „Sfântul Iacob cel Mare”. A fost construită inițial în stil romanic. După ce a fost avariată de un incendiu în 1641, a fost renovată în stil baroc în 1646.
Un alt obiectiv turistic este Biserica „Vizita Fecioarei Maria”. Această biserică cu cimitir a fost construită în stil baroc în 1684. Interiorul bisericii este decorat cu picturi de Josef Kramolín⁠(d).
Fosta Casă Civilă de Economii este o clădire neorenascentistă din 1899–1901 și clădirea neorenascentistă a școlii primare din 1880–1881 sunt obiective turistice ale pieței orașului și ale întregului oraș.
Hidroelectrica de pe râul Elba funcționează din 1924 și este un monument tehnic. Are o putere de 2.340 kW.

## Persoane notabile
- Ladislav Quis⁠(d) (1846–1913), poet și scriitor; a locuit aici
- František Dvořák⁠(d) (1862–1927), pictor
- Rudolf Bruner-Dvořák⁠(d) (1864–1921), fotograf
- František Flos⁠(d) (1864–1961), scriitor
- František Filipovský⁠(d) (1907–1993), actor și actor de voce
- Jiřina Petrovická (1923–2008), actriță; a crescut aici
- Stanislav Brebera⁠(d) (1925–2012), chimist, inventator al explozivului plastic Semtex⁠(d)
- Olga Hudlická (1926–2014), fiziolog ceho-britanică

## Galerie de imagini

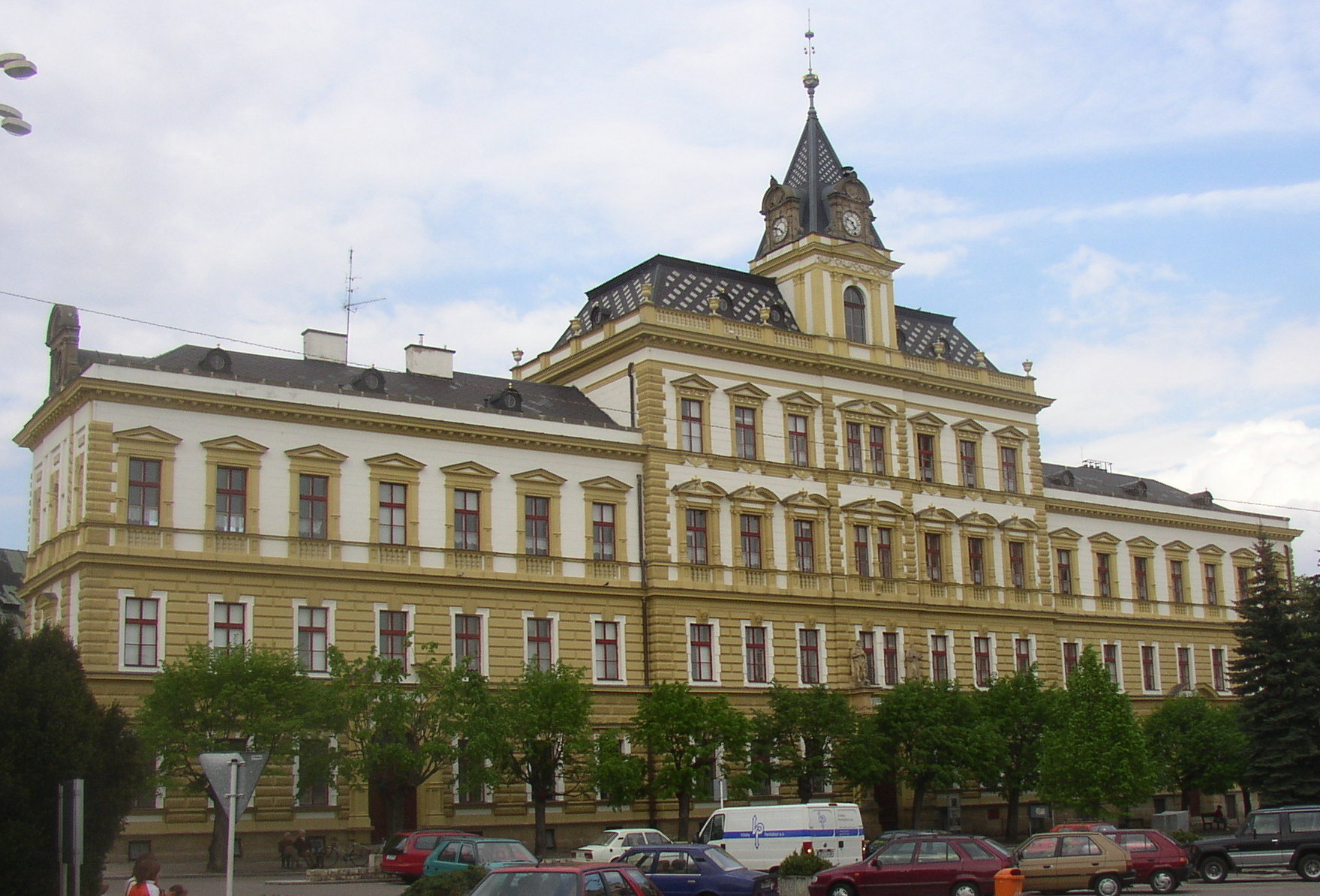
Școala veche
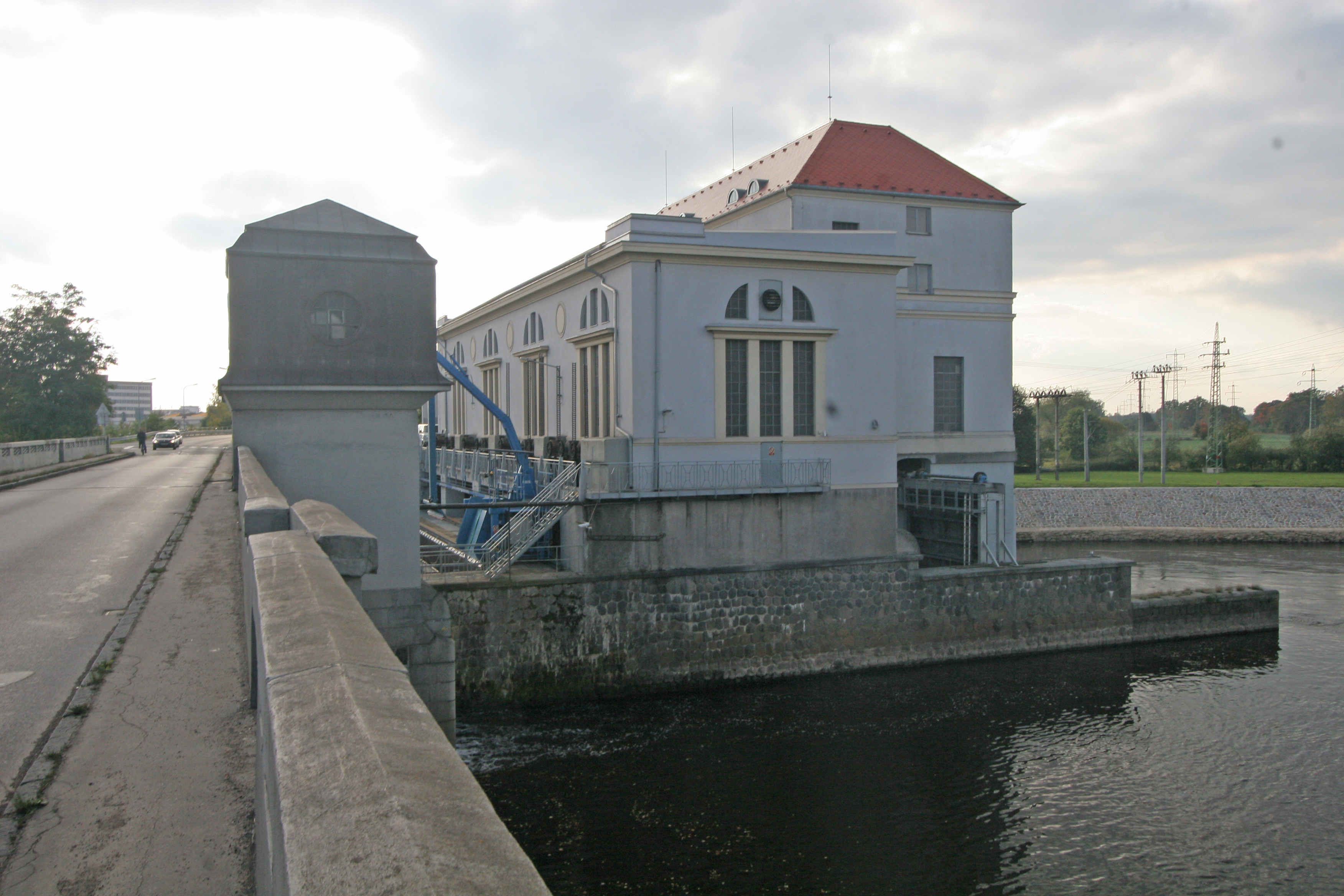
Hidrocentrală